# Christina Liu
Christina Liu (en chino, 劉憶如; pinyin, Liú Yìrú; Taipéi, 7 de abril de 1955) es una economista y política taiwanesa. Fue la primera mujer electa en el Yuan Legislativo en 2001, donde se mantuvo hasta 2007. Después, Liu lideró el Consejo de Planificación y Desarrollo Económico de 2010 a 2012, cuando fue nombrada ministra. Lui dejó el ministerio de Finanzas al ser nombrada para la Comisión de Desarrollo Económico de Hong Kong en 2013.

## Biografía
Yiru Liu nació el 7 de abril de 1955 en Taipéi, capital de la República de China ya expulsada a Taiwán tras la guerra civil china. Se graduó con un bachiller universitario en letras de ciencia política por la Universidad Nacional de Taiwán en 1977. Tras graduarse, se marchó a Estados Unidos para realizar estudios de posgrado, en concreto, una Maestría en Administración de Empresas y después un doctorado en Filosofía en Económicas por la Universidad de Chicago en 1980 y 1986 respectivamente

### Carrera política
Liu militó en el Partido Primero el Pueblo tras su vuelta a la República de China. En las elecciones legislativas de 2001, consiguió escaño en el Yuan Legislativo, que renovaría tras las elecciones legislativas de 2004. En noviembre de 2007 renunció a su escaño para acurdir a las elecciones legislativas de 2008 como miembro de la Unión Solidaridad No Partidista, no obteniendo escaño tras los comicios.
Liu se convirtió en asesora económica del CTBC Financial Holding, uno de los holding más potentes de la República de China. Estuvo en ese puesto hasta que en 2010 fue nombrada ministra del Consejo de Planificación y Desarrollo Económico. Estuvo en el cargo hasta que en 2012 fue nombrada ministra de Finanzas en el gabinete de Sean Chen formado tras la dimisión de Wu Den-yih para ser vicepresidente después de las elecciones presidenciales de 2012 en las que ganó Ma Ying-jeou, que llevaba a Den-yih como vicepresidente propuesto.
En abril de 2012, la ministra Liu buscaba implementar un impuesto a las ganancias de capital en contra de la postura de la mayoría del gobierno del Kuomintang. En vista de los desacuerdos, el 29 de mayo de 2012 presentó su dimisión, que fue aceptada al día siguiente.
En 2013, Liu fue nombrada para la Comisión de Desarrollo Económico de Hong Kong en 2013.

### Publicaciones académicas
La economista Liu ha publicado docenas de artículos profesionales en varias revistas académicas internacionales, incluidas The Journal of Finance, International Economic Review, International Finance y otras. Ha publicado Antes y después de la tormenta financiera en diez países de Asia Oriental (en chino: 東亞十國金融風暴前與後) y BOT - Estrategia de beneficio mutuo (en chino: BOT三贏策略).
También ha escrito columnas para varios medios de comunicación. Además, la doctora Liu ha sido invitado por organizaciones académicas y gubernamentales de más de 20 países para pronunciar discursos y conferencias internacionales, y ha presidido docenas de proyectos de investigación interdisciplinarios a gran escala.

### Vida personal
Liu se ha casado en dos ocasiones. Se divorció de su primer marido, Johnsee Lee, en 1995. Su segundo matrimonio con Simon Dzeng terminó en 2010, cuando ambos firmaron para el divorcio.